# Sucker Punch
Sucker Punch is een Amerikaanse film uit 2011 onder regie van Zack Snyder. Snyder schreef het scenario samen met Steve Shibuya, de schrijver van het korte verhaal waar de film op is gebaseerd. De film is een fantasy-actiefilm met een diepe feministische boodschap.

## Verhaal
In de jaren zestig van de 20e eeuw, wordt een 20-jarige vrouw met de bijnaam 'Babydoll' (Emily Browning) na vals beschuldigd te zijn voor de moord op haar zusje, door haar kwaadaardige stiefvader (Gerard Plunkett) naar een psychiatrische inrichting gestuurd. De stiefvader koopt Blue Jones (Oscar Isaac), een van verplegers van de inrichting, om tot het vervalsen van de handtekening van psychiater Dr. Vera Gorski (Carla Gugino). Zodoende laat hij een lobotomie op Babydoll toepassen, zodat ze de autoriteiten niet op de hoogte kan stellen van de ware omstandigheden die leidden tot de dood van haar zusje. Tijdens haar opname in de instelling, wordt Babydoll vier sleutelitems gewaar die zouden kunnen dienen als zij zou proberen te ontsnappen.
In de secondes voor haar lobotomie, trekt Babydoll zich terug in een fantasiewereld, als een alternatief voor de echte gebeurtenissen, waarin zij als nieuweling tewerkgesteld is als danseres in een bordeel uitgebaat door Blue. Ze raakt bevriend met vier andere dansers - Amber (Jamie Chung), Blondie (Vanessa Hudgens), Rocket (Jena Malone), en Rocket's zus, Sweet Pea (Abbie Cornish). Dr. Gorski is in deze fantasiewereld de dansinstructrice van de meisjes. Blue informeert Babydoll dat haar maagdelijkheid zal worden verkocht aan een klant die bekendstaat als "The High Roller" (Jon Hamm). De "High Roller" is eigenlijk de arts die de lobotomie zal uitvoeren. Gorski moedigt Babydoll aan tot het uitvoeren van een erotische dans, waarbij Babydoll fantaseert dat ze in het feodale Japan is, waar ze de "Wiseman" (Scott Glenn) ontmoet. Nadat ze hem vertelt over haar verlangen om te "ontsnappen", ontvangt ze van de Wiseman een aantal wapens. Hij vertelt haar dat ze vijf items moet verzamelen om te ontsnappen: een kaart, vuur, een mes, een sleutel, en een vijfde, nog onbekend item dat "een zwaar offer" zou vereisen. Na haar ontmoeting met de Wiseman, wordt ze geconfronteerd met drie demonische samoerai reuzen, die zij verslaat. Na het beëindigen van haar fantasie, vindt ze zichzelf terug in het bordeel, waar ze ontdekt dat haar dans indruk heeft gemaakt op Blue en de andere toeschouwers.
Geïnspireerd door haar ervaringen met de Wiseman, overtuigt Babydoll haar vrienden om mee te ontsnappen. Ze bedenkt een plan om haar dansen te gebruiken als een afleiding, terwijl de andere meisjes de nodige instrumenten verzamelen. Tijdens elk van haar dansen, stelt ze zich avontuurlijke gebeurtenissen voor die de inspanningen van de meisjes weerspiegelen. Deze fantasieën omvatten het infiltreren van een bunker beschermd door door stoom aangedreven Eerste Wereldoorlog Duitse zombie soldaten teneinde een kaart te bemachtigen (ingegeven door het kopiëren van een kaart van het bordeel/de instelling door Sweet Pea); de bestorming van een door Orcs belegerd kasteel om twee vuur producerende kristallen uit de keel van een baby draak te snijden (ingegeven door het stelen van een aansteker door Amber uit de borstzak van een klant), en een gevecht aan boord van een trein tegen gemechaniseerde bewakers om een bom onschadelijk te maken (ingegeven door het stelen van een keukenmes uit de riem van de kok van het bordeel door Rocket). Tijdens de laatste van deze fantasieën, offert Rocket zichzelf op om Sweet Pea te redden en sterft ze als de bom ontploft, wat feitelijk een weerspiegeling is van een gevecht met de kok waarin hij Rocket dodelijk verwond terwijl ze haar zus probeert te beschermen.
Blue hoort hoe Blondie mevrouw Gorski op de hoogte brengt van Babydoll's plan om te ontsnappen. Na het ontdekken van de gruwelijke scène rond de kok in de keuken, heeft hij de rouwende Sweet Pea opgesloten in een kast en confronteert de rest van de meisjes backstage, en stelt enkele "voorbeelden" door het neerschieten van Amber en Blondie. Hij probeert vervolgens Babydoll te verkrachten , maar ze steekt hem met het keukenmes en steelt zijn loper. Babydoll bevrijdt Sweet Pea, en de twee stichten brand, zodat, als gevolg van het brandalarm, de deuren van de instelling automatisch openen. De twee weten te ontsnappen naar de binnenplaats, waar ze hun weg naar buiten geblokkeerd zien door een groep mannen. Babydoll leidt hieruit af dat het vijfde noodzakelijke item voor de ontsnapping zij zelf is. Ondanks protesten van Sweet Pea, offert ze zich op door de bezoekers af te leiden, waardoor Sweet Pea kan ontsnappen.
Hierna zien we Babydoll terug in de instelling waar de chirurg (Hamm) net de lobotomie heeft uitgevoerd. Duidelijk wordt dat de gebeurtenissen in haar droomwereld ook gebeurd zijn in de instelling (het steken van een verpleger, brand stichten, en het helpen van een ander meisje om te ontsnappen). De chirurg is verbaasd door de gelaatsuitdrukking van Babydoll en vraagt aan Dr. Gorski waarom ze toestemming heeft gegeven voor de procedure. Gorski realiseert zich dat Blue haar handtekening heeft vervalst, en waarschuwt de politie, die Blue arresteren als hij Babydoll probeert aan te randen. Terwijl hij wordt afgevoerd, roept Blue dat het de stiefvader is die ze moeten hebben. Na te zijn gered van Blue, glimlacht Babydoll en ze stelt zich voor hoe Sweet Pea aankomt bij een busstation. Bij het busstation wordt Sweet Pea aangehouden door de politie wanneer ze op een bus naar Fort Wayne stapt. Ze wordt gered door de buschauffeur (de Wiseman), die de politieagenten misleidt.

## Rolverdeling
| Acteur                 | Personage                 |
| ---------------------- | ------------------------- |
| Emily Browning         | Babydoll                  |
| Vanessa Hudgens        | Blondie                   |
| Abbie Cornish          | Sweet Pea                 |
| Jena Malone            | Rocket                    |
| Jamie Chung            | Amber                     |
| Carla Gugino           | Madam Vera Gorski         |
| Jon Hamm               | De Dokter/The High Roller |
| Scott Glenn            | De Wijze Man              |
| Gerard Plunkett        | Babydoll's stiefvader     |
| Oscar Isaac            | Blue Jones                |
| Richard Cetrone        | CJ                        |
| Ron Selmour            | Danforth                  |
| Kelora Clingwall       | Babydoll's moeder         |
| Frederique De Raucourt | Babydoll's zus            |

## Productie
In maart 2007 werd aangekondigd dat Zack Snyder het korte verhaal van Steve Shibuya ging verfilmen. Het was een reactie op zijn vraag of interessante actiescènes en de gelimiteerde fysieke draagkracht van de mens met elkaar gecombineerd kunnen worden. Hierbij streefde hij naar het maken van een film die zowel modern als tijdloos is. Hij vertelde dat hij de film zag als een 'Alice in Wonderland met machinegeweren'. Zijn vrouw Deborah Snyder, die meewerkt als producent, zei dat het ook gaat over de vastberadenheid van een jong meisje om te overleven en haar zoektocht naar een manier om te kunnen leven met dat wat ze heeft meegemaakt. Het was Snyders eerste film om uitgebracht te worden door zijn eigen filmdistributiemaatschappij Cruel and Unusual Films.
Het duurde lang voordat hij daadwerkelijk begon met de voorbereidingen. Hij had het lang druk met het opnemen van Watchmen (2009). Toch liet hij dit filmproject niet in de steek. Een artikel uit oktober 2007 toont aan dat hij nog steeds druk bezig was met het tot stand brengen van het scenario. In oktober 2008 werd bekendgemaakt dat Snyder de film ook zou gaan regisseren. Ook kwam het nieuws dat de film uitgebracht zou worden door Warner Bros. Pictures en een groot budget is gegund. De volgende maanden begon de filmcrew met voorbereidingen en in februari 2009 waren de eerste pogingen om actrices te vragen voor een rol.
In een interview die maand onthulde hij dat hij graag Amanda Seyfried wilde inzetten in de hoofdrol. Ook vertelde hij dat hij in juni 2009 wil beginnen met de opnames in Canada. Hij hoopte toen dat de film in maart 2011 uitgebracht zou worden. Niet veel later werd echter 8 oktober 2010 genoemd als de datum waarop de film zijn première zal beleven. Aan het begin van maart 2009 werd bekendgemaakt dat Seyfried, Vanessa Hudgens, Abbie Cornish en Evan Rachel Wood zullen spelen in de film. Een dag later werd ook Emma Stone toegevoegd aan de acteurs.
Op 23 maart 2009 kwam het nieuws dat Seyfried de film heeft verlaten. Haar verplichtingen aan het vierde seizoen van Big Love weerhield haar ervan ook tijd te vinden om mee te werken aan Sucker Punch. Een week later werd Emily Browning aangesteld als haar vervangster. Ook werd toen gemeld dat het begin van de opnames werd verschoven naar september 2009. Hierbij waren de problemen met de selectie van acteurs nog niet voorbij. Aan het einde van april 2009 bleek dat Stone en Wood ook een te vol schema hadden om mee te kunnen werken. Toen dit nieuws werd bekendgemaakt waren er inmiddels al twee vervangers: Jena Malone en Jamie Chung.
Ondertussen werd vermoed dat er enkele problemen zouden komen met het budget. Snyder mocht een budget van $100 miljoen gebruiken, maar omdat zijn vorige film Watchmen geen succes werd, kwamen er geruchten dat de studio twijfelde over het uitlenen van zo een groot bedrag. Er werd echter gemeld dat de studio nog steeds al het vertrouwen had in Snyder. Deze roddels zou volgens menig bron ook de aanleiding zijn geweest van Wood en Stone om het project te verlaten.

## Duiding
De film is een fantasie die zich afspeelt in het hoofd van de hoofdrolspeelster. Deze hoofdrolspeelster lijkt op het eerste gezicht, Babydoll maar mogelijk is Sweet Pea de hoofdrolspeelster. Babydoll is slechts een fantasie in het hoofd van Sweet Pea of juist andersom. Dit zorgt voor verwarring aangezien Sweet Pea en Babydoll af en toe opeens elkaars plek innemen. Verder zien we Babydoll en later Sweet Pea in de inrichting op een podium op een bed in hun slaapkamer zitten. De fantasie is een afleiding voor Babydoll of Sweet Pea voor haar eigen ellende, de aanstaande lobotomie en een verwerkingsproces van de moord op haar jongere zus. Het verhaal is een fantasie, binnen een fantasie waarbinnen de vijf vrouwen een avontuur beleven. Ook wordt in het midden gelaten of de vier vrouwen waarmee de hoofdrolspeelster het avontuur aangaat überhaupt ook in de echte wereld in de inrichting zitten. Ook is niet duidelijk of de hoofdrolspeelster na een valse beschuldiging in de inrichting terecht is gekomen of dat ze wel degelijk haar jongere zus heeft gedood en dit moet verwerken.
Het is de vraag of de verschillende personages wel echt bij de hoofdrol speelster in de inrichting zitten, en zo ja of ze er wel contact mee legt. De verschillende personages hebben elk hun eigen karaktertrekken. Rocket staat voor onvolwassenheid en roekeloosheid, Blondie is angst, Sweet Pea is kracht en nuchterheid en Amber is loyaliteit. Madam Gorski is de beschermengel.

### Gelaagdheid
Het verhaal heeft verschillende lagen.
- Eerst wordt Babydoll naar de inrichting gebracht, en worden de Sweet Pea en de andere drie vrouwen als schuwe medepatiënten geïntroduceerd. Het wordt in het midden gelaten of deze laag fantasie is of gedeeltelijk echt. Net voordat de lobotomie wordt toegepast dissocieert Babydoll (of Sweet Pea) en duiken we in de tweede laag.
  - In de tweede laag van de fantasie blijkt de inrichting een geheim bordeel te zijn en was de lobotomie slechts bedoeld als een perverse erotische voorstelling. De vrouwen moeten in dit bordeel werken om zo aan lobotomie te ontsnappen. Babydoll ontdekt vervolgens een manier om al dissociërend naar de volgende laag te ontsnappen en leert de andere vrouwen om haar voorbeeld te volgen.
    - In de derde laag wordt de eigenlijke strijd geleverd en worden de voorwerpen verzameld waarmee Sweet Pea in de eerste laag kan ontsnappen.
- Eenmaal terug in de eerste laag is het verwerkingsproces van Sweet Pea compleet en vindt de lobotomie op Babydoll plaats. Sweet Pea ontsnapt met de bus met de Wiseman als chauffeur en een van de kindsoldaten uit de loopgraven uit een fantasie uit de derde laag. Terwijl ze wegrijdt worden Blue en de vader van Babydoll ontmaskert.

Zowel Sweet Pea en Babydoll zijn nu aangekomen in hun eigen fantasiewereld waarin niemand hen meer kan raken. Ook vindt er een gesprek plaats tussen Babydoll en de dokter/The High Roller.

### Feministische boodschap
De film heeft een feministische boodschap. In de eerste laag, gesitueerd in de jaren zestig, zijn de vrouwen willoze slachtoffers. Ze zijn gevangen en hebben de hoop opgegeven. In de tweede laag, die zich in de jaren twintig afspeelt, winnen ze aan zelfvertrouwen en weten ze hun sexappeal te gebruiken om mannen in te palmen en de situaties naar hun hand te zetten. Oftewel mannen zijn fysiek sterker maar vrouwen kunnen hen makkelijk manipuleren. In de derde laag, met de oorlogen, steampunk en fantasy, zijn ze bijna onverschrokken strijders die het tegen legers opnemen, draken doden, zich opofferen en goed samenwerken. The Wiseman geeft hier aan het begin van elk avontuur steeds twee boodschappen, een algemene en een praktische. Deze boodschappen zijn bedoeld als aanmoediging in de vrouwenemancipatie. Uiteindelijk in de bus (terug in de eerste laag) geeft hij aan dat Sweet Pea veel bereikt heeft maar dat er (op het gebied van de emancipatie) nog een lange weg te gaan is. Tijdens de film worden de jaren twintig (de tijd van de eerste feministische golf) en de jaren zestig (de tijd van de tweede feministische golf) bezocht. Wat verder opvalt is dat vrouwen het gevaar trotseren terwijl de mannen in de film redelijk veilig zijn. De mannen raken wel gewond maar sterven niet, terwijl er wel vrouwen sterven.

### Citaten
In de film worden een aantal citaten geuit ter inspiratie. Zo komt The Wiseman aan het begin van elke missie met een spreuk:
- If you don't stand for something, you will fall for anything (Als je nergens voor staat, dan val je voor alles) is een uitspraak die ooit door Alexander Hamilton is gedaan. Je moet wel je idealen voor ogen houden en hier achter blijven staan.
- For those who fight for it life has a flavour the sheltered will never know (Voor hen die er voor vechten is het leven meer waard dan voor hen die zich verschuilen) komt van Theodore Roosevelt. Kortom jezelf uit je comfort zone trekken is altijd inspirerend en je ontdekt kanten van jezelf die je nooit zou ontdekken dan wanneer je je door angst laat leiden.
- Don't ever write a check with your mouth you can't cash with your ass (Als je niks te melden hebt moet je geen grote bek hebben) Met andere woorden, praten is makkelijk maar je moet het wel waar maken.

Madam Gorski zegt, You have all the weapons you need now fight (Je hebt alle wapens die je nodig hebt en nu moet je vechten) Kortom als feminist heb je alles in huis om voor jezelf op te komen en je idealen na te streven.
Andere korte spreuken van The Wiseman die als feministisch advies gezien kunnen worden zijn, Defend yourselve, Try and work together, en Don't wake the mother.

## Trivia
- Oorspronkelijk was er en scène voorzien waarin een erotisch optreden in het bordeel te zien zou zijn waarin Madam Vera Gorski en Blue samen een cover zingen van Love Is the Drug van Roxy Music. Omdat deze scène het bordeel minder sinister zou doen lijken werd deze uit de film gelaten.